# Bianca Weech
Bianca Weech (* 21. November 1984 in Henstedt-Ulzburg) ist eine ehemalige deutsche Fußballtorhüterin und Mittelfeldspielerin.

## Karriere
Bianca Weech begann ihre Karriere beim Verein MTV Henstedt. Im Juli 2003 wechselte sie zum Hamburger SV, wo sie als Torhüterin bis Juni 2012 159 Spiele in der Frauen-Bundesliga, der höchsten Spielklasse im deutschen Frauenfußball, bestritt. Seit Juli 2012 spielte Weech für den SV Henstedt-Ulzburg aus ihrem Heimatort, mit dem sie 2013 in die Regionalliga Nord und 2015 in die 2. Bundesliga aufstieg. Sie war dort Mannschaftskapitänin. 2018 beendete sie ihre Laufbahn. Sie wurde mehrfach als „SHFV-Fußballerin des Jahres“ nominiert. Hauptberuflich ist Weech als Unternehmensberaterin im IT-Bereich tätig.
Bianca Weech wurde 2005 beim Internationalen Frauen-Hallenfußball-Turnier als beste Torhüterin ausgezeichnet. 2018 war sie wieder nominiert.